# 江戸京子
江戸 京子（えど きょうこ、1937年〈昭和12年〉2月27日 - 2024年〈令和6年〉1月23日）は、日本の女性ピアニスト。元徳島文理大学音楽学部客員教授。アリオン音楽財団理事長。〈東京の夏〉音楽祭芸術監督。東京都出身。
三井不動産社長だった江戸英雄とピアニスト江戸弘子の間の長女である。

## 生涯
東京都出身。お茶の水女子大学附属中学校・高等学校を経て桐朋女子高等学校音楽科卒業後、フランス政府の後援学生として渡仏、パリ国立高等音楽院で学ぶ。1960年（昭和35年）卒業後渡米。シカゴ交響楽団と共演する。以後、アメリカ合衆国、ヨーロッパ、日本の各地で演奏活動を行う。
1979年（昭和54年）「演奏家と聴衆の心が通いあう音楽会」を目指し、室内楽鑑賞会の「ムジカ・クラブ」を主宰。1985年には「東京に本格的な音楽祭を。音楽を愛し、理解してもらうための祭典を音楽家の手でやろう」という作曲家の石井真木、東京藝術大学教授の船山隆に共鳴して、アリオン音楽財団を設立。〈東京の夏〉音楽祭の企画・構成ほか、作家や学者のレクチャーを組み合わせたコンサート、夜の外出が難しい人のための昼間のコンサートの企画、若手音楽家育成のためのアリオン賞の制定と受賞者の長期的な支援、地方ホールの自主事業のサポート、海外の文化支援など多方面に渡って活動を続けた。
1986年（昭和61年）のチャイコフスキー・ピアノ・コンクールをはじめ、1991年ジョルジュ・エネスコ国際音楽コンクール（ルーマニア）、1992年ロン・ティボー国際コンクール（フランス）、1995年日本国際音楽コンクール、2001年ジュネーブ国際コンクール（スイス）等、各国の音楽コンクールにも数多く招かれ、多くの国際コンクールの審査員を務めた。このほか、文化庁「文化政策推進会議」委員、日本演奏連盟理事、三井住友海上文化財団理事、朝日新聞文化財団評議員等多くの文化活動団体の役員も歴任した。
1962年（昭和37年）、井上靖夫妻の媒酌で、桐朋女子高校（学校名に「女子」とついているが男女共学）で同期だった小澤征爾と結婚したが、1966年に離婚。どちらかが音楽の勉強をしている時、もう一方は勉強に集中できない。海外に居る間はいつも別居という生活だった。しかし、小澤とは後に良き友人関係に戻ることができた、小澤はアリオン音楽財団の評議員も担った。
2024年（令和6年）1月23日午後11時24分、老衰のため東京都内で死去。86歳没。2週間後の2月6日には小澤も88歳で死去した。

## 経歴
- 1993年 京都音楽賞特別賞受賞。
- 1996年 ザ・フェニックスホール(大阪)の音楽監督となる。
- 1998年 フランス政府から「芸術文化勲章オフィシェ」を授与される。
- 1999年 「平成10年都民文化栄誉章」受章[7]。
- 1999年 久慈市アンバーホールの館長(芸術監督)となる。
- 2006年 第56回芸術選奨文部科学大臣賞受賞。
- 2024年 死去[3]。